# Megasema calcinia
Megasema calcinia är en fjärilsart som beskrevs av Sohn-rethel 1929. Megasema calcinia ingår i släktet Megasema och familjen nattflyn. Inga underarter finns listade i Catalogue of Life.